# Saison 1909-1910 de la Juventus FC
Maillots
Chronologie
Saison précédente Saison suivante
La saison 1909-1910 du Foot-Ball Club Juventus est la onzième de l'histoire du club, créé treize ans plus tôt en 1897.
Le club turinois participe là à la 13e édition du championnat d'Italie (appelé Première catégorie).

## Historique
Lors de cette nouvelle saison, présidée par l'un des créateurs du club, Carlo Vittorio Varetti, le Foot-Ball Club Juventus ne dispute officiellement que le campionato di Prima categoria 1909-1910, qui, pour la première fois de son histoire, se dispute sous un mode de poule unique avec huit équipes et matchs aller et retour, abandonnant ainsi les phases de poules régionales, avec un calendrier désormais par saison et non plus suivant l'année civile.
On note notamment de nouvelles arrivées dans l'effectif turinois, comme le gardien Umberto Pennano, les milieux de terrain Certosio et l'allemand Hans Mayer Heuberger (premier joueur allemand de l'histoire du club), ainsi que les attaquants Angelo Balbiani, Silvio Maffiotti, Umberto Malvano (retour au club) et Attilio Valobra.
Le club change également de stade pour ses matchs à domicile, et s'installe au Stadio di Corso Sebastopoli.
Le premier match de cette prima categoria 1909-1910 (ancêtre de la Serie A actuelle) se dispute le dimanche 7 novembre 1909 au Velodromo Umberto I pour un désormais devenu célèbre Derby della Mole contre le FBC Torino, qui se solde finalement sur une défaite 3-1 contre les Granata (but de Balbiani pour la Juventus). La semaine suivante, le 14 novembre, a lieu la toute première rencontre entre le FBC Juventus et un nouveau club milanais créé un an plus tôt, l'Inter de Milan. La Juventus gagne ce match, premier d'une série, sur le score de 2 buts à 0 (doublé de Borel dont un but sur penalty), qui entame le début d'une longue rivalité entre les deux clubs, aujourd'hui appelé le Derby d'Italia. Le match retour, voit les bianconeri s'incliner 1 but à 0 la semaine suivante à Milan. Le club turinois enchaîne ensuite les bons résultats, avec une victoire mémorable à domicile 5-3 sur les milanais du Milan Cricket and Foot-Ball Club pour le premier match de l'année 1910 (avec deux doublés de Borel et Moschino, ainsi qu'une réalisation de Luigi Barberis), avant de s'imposer à nouveau 1 à 0 au retour le 23 janvier (but de Borel). La première lourde défaite du club intervient le 27 février à l'extérieur contre les futurs vice-champions du Calcio Pro Vercelli (4 buts à 0) à quatre journées de la fin. Le club bianconero enchaînera alors les contre-performances et se classera finalement 3e à l'issue de la 16e journée, avec 18 points, derrière le Pro Vercelli et l'Inter.
À la fin de cette première saison du championnat italien en poule unique, les bianconeri finissent quand même sur le podium, ce qui demeure leur meilleur résultat depuis la saison 1906 du club.

## Déroulement de la saison

### Résultats en championnat
| dimanche 7 novembre 1909 1re journée | Torino                     | 3 - 1 | Juventus | Velodromo Umberto I, Turin Arbitre : Gama |
| dimanche 7 novembre 1909 1re journée | Lang · Ghiglione · Zuffi I |       | Balbiani | Velodromo Umberto I, Turin Arbitre : Gama |

| dimanche 14 novembre 1909 2e journée | Juventus         | 2 - 0 | Inter | Stadio di Corso Sebastopoli, Turin 15h00 Arbitre : Alziator |
| dimanche 14 novembre 1909 2e journée | Borel 20e (pen.) |       |       | Stadio di Corso Sebastopoli, Turin 15h00 Arbitre : Alziator |

| dimanche 21 novembre 1909 3e journée | Juventus           | 3 - 0 | Torino | Stadio di Corso Sebastopoli, Turin Arbitre : Radice |
| dimanche 21 novembre 1909 3e journée | Frey · L. Barberis |       |        | Stadio di Corso Sebastopoli, Turin Arbitre : Radice |

| dimanche 28 novembre 1909 4e journée | Inter      | 1 - 0 | Juventus | Arena di Milano, Milan Arbitre : Recalcati |
| dimanche 28 novembre 1909 4e journée | Engler 37e |       |          | Arena di Milano, Milan Arbitre : Recalcati |

| dimanche 5 décembre 1909 5e journée | Ausonia                        | 2 - 2 | Juventus | Campo Pro Gorla in Viale Monza, Milan Arbitre : Radice |
| dimanche 5 décembre 1909 5e journée | Bontadini 30e · Scanagatta 44e |       | 90e Frey | Campo Pro Gorla in Viale Monza, Milan Arbitre : Radice |

| dimanche 12 décembre 1909 6e journée | Juventus                   | 6 - 0 | Ausonia | Stadio di Corso Sebastopoli, Turin Arbitre : Bertineti |
| dimanche 12 décembre 1909 6e journée | Balbiani · Collino · Borel |       |         | Stadio di Corso Sebastopoli, Turin Arbitre : Bertineti |

| dimanche 19 décembre 1909 7e journée | US Milanese | 0 - 2                  | Juventus | Arena di Milano, Milan Arbitre : Radice |
| dimanche 19 décembre 1909 7e journée |             | Borel · Buteur inconnu |          | Arena di Milano, Milan Arbitre : Radice |

| dimanche 16 janvier 1910 8e journée | Juventus                                           | 5 - 3 | Milan                                          | Stadio di Corso Sebastopoli, Turin Arbitre : Bertinetti |
| dimanche 16 janvier 1910 8e journée | Borel 10e 53e · Moschino 30e 67e · L. Barberis 61e |       | 13e (pen.) Lana · 25e De Vecchi · 42e O. Mayer | Stadio di Corso Sebastopoli, Turin Arbitre : Bertinetti |

| dimanche 23 janvier 1910 9e journée | Milan | 0 - 1 | Juventus | Campo Milan di Porta Monforte, Milan Arbitre : Meazza |
| dimanche 23 janvier 1910 9e journée |       | Borel |          | Campo Milan di Porta Monforte, Milan Arbitre : Meazza |

| dimanche 30 janvier 1910 10e journée | Juventus | 0 - 0 | Pro Vercelli | Stadio di Corso Sebastopoli, Turin Arbitre : Meazza |
| dimanche 30 janvier 1910 10e journée |          |       |              | Stadio di Corso Sebastopoli, Turin Arbitre : Meazza |

| dimanche 6 février 1910 11e journée | Genoa            | 3 - 0 Match annulé | Juventus | Campo di San Gottardo, Gênes |
| dimanche 6 février 1910 11e journée | Buteurs inconnus |                    |          | Campo di San Gottardo, Gênes |

| dimanche 13 février 1910 11e journée | Juventus                 | 4 - 0 | Andrea Doria | Stadio di Corso Sebastopoli, Turin Arbitre : Pedroni |
| dimanche 13 février 1910 11e journée | Maffiotti · Borel (pen.) |       |              | Stadio di Corso Sebastopoli, Turin Arbitre : Pedroni |

| dimanche 27 février 1910 12e journée | Pro Vercelli                                   | 4 - 0 | Juventus | Verceil Arbitre : Pedroni |
| dimanche 27 février 1910 12e journée | Ferraro I 3e · Milano II 57e · Rampini 77e 88e |       |          | Verceil Arbitre : Pedroni |

| dimanche 6 mars 1910 13e journée | Juventus     | 0 - 2 victoire par forfait | Genoa          | Stadio di Corso Sebastopoli, Turin Arbitre : Berardo |
| dimanche 6 mars 1910 13e journée | Borel (pen.) |                            | M. Mayer · Hug | Stadio di Corso Sebastopoli, Turin Arbitre : Berardo |

| dimanche 10 avril 1910 14e journée | Andrea Doria | 0 - 1           | Juventus | Gênes Arbitre : Magni |
| dimanche 10 avril 1910 14e journée |              | Ajmone Marsan I |          | Gênes Arbitre : Magni |

| dimanche 24 avril 1910 15e journée | Juventus        | 1 - 2 | US Milanese       | Stadio di Corso Sebastopoli, Turin 15h00 Arbitre : Goodley |
| dimanche 24 avril 1910 15e journée | Ajmone Marsan I |       | 10e Pizzi · Sardi | Stadio di Corso Sebastopoli, Turin 15h00 Arbitre : Goodley |

| dimanche 29 mai 1910 16e journée | Genoa | 2 - 0 victoire par forfait | Juventus |  |
| dimanche 29 mai 1910 16e journée |       |                            |          |  |

#### Classement
|  |    | Classement final 1909-1910 | Pts | MJ | V  | N | D | BP | BC | Dif |
|  | -- | -------------------------- | --- | -- | -- | - | - | -- | -- | --- |
|  | 1. | Inter Milan                | 25  | 16 | 12 | 1 | 3 | 55 | 26 | +29 |
|  | 2. | Pro Vercelli               | 25  | 16 | 12 | 1 | 3 | 46 | 15 | +31 |
|  | 3. | Juventus                   | 18  | 16 | 8  | 2 | 6 | 28 | 19 | +9  |

### Matchs amicaux
| dimanche 17 octobre 1909 | Juventus       | 1 - 4 | Torino           | Turin |
| dimanche 17 octobre 1909 | Buteur inconnu |       | Buteurs inconnus | Turin |

| dimanche 24 octobre 1909 | Torino           | 3 - 2 | Juventus         | Turin |
| dimanche 24 octobre 1909 | Buteurs inconnus |       | Buteurs inconnus | Turin |

| vendredi 4 février 1910 | Milan          | 1 - 0 | Juventus |  |
| vendredi 4 février 1910 | Buteur inconnu |       |          |  |

| dimanche 20 mars 1910 | Inter            | 3 - 5 | Juventus         |  |
| dimanche 20 mars 1910 | Buteurs inconnus |       | Buteurs inconnus |  |

| dimanche 27 mars 1910 | Juventus         | 2 - 4 | Aarau            |  |
| dimanche 27 mars 1910 | Buteurs inconnus |       | Buteurs inconnus |  |

| lundi 28 mars 1910 | Juventus | 0 - 5            | Montriond Lausanne |  |
| lundi 28 mars 1910 |          | Buteurs inconnus |                    |  |

| dimanche 17 avril 1910 | Juventus | score inconnu | Équipe universitaire |  |
| dimanche 17 avril 1910 |          |               |                      |  |

#### Coppa Goetzlof
| dimanche 10 octobre 1909 | Genoa | 2 - 0 victoire par forfait | Juventus | Turin |
| dimanche 10 octobre 1909 |       |                            |          | Turin |

#### Torneo Città di Napoli
| samedi 19 mars 1910 | Naples II | 1 - 6 | Juventus |  |
| samedi 19 mars 1910 |           |       |          |  |

| dimanche 20 mars 1910 | EIios | score inconnu | Juventus |  |
| dimanche 20 mars 1910 |       |               |          |  |

#### Coppa Città di Poirino
| dimanche 22 mai 1910 | Juventus | 0 - 2 | Torino | Turin |
| dimanche 22 mai 1910 |          |       |        | Turin |

## Effectif du club
Effectif des joueurs du Foot-Ball Club Juventus lors de la saison 1909-1910.

## Buteurs
| 8 buts - Ernesto Borel 4 buts - Angelo Balbiani - Oscar Frey | 3 buts - Moschino 2 buts - Riccardo Ajmone Marsan I - Luigi Barberis - Sandro Collino - Silvio Maffiotti |